# Politische Klugheitslehre
Die politische Klugheitslehre,  gefasst unter dem Leitbegriff der Staatsräson, beschreibt eine Eigengesetzlichkeit der Politik, die nicht durch einen Herrschaftsethos geprägt ist.
Der Begriff Staatsräson wurde im Italien des frühen 16. Jahrhunderts von dem Florentiner Historiker Francesco Guicciardini geprägt, der in seinem Dialogo del Reggimento di Firenze (1526) von ragione e uso degli stati spricht. Allerdings wird der Begriff zumeist mit Niccolò Machiavelli verbunden.